# Pablo Ibáñez
Pablo Ibáñez Tébar (Madrigueras, 1981. augusztus 3. –) spanyol labdarúgó.

## Statisztika

### Klubcsapatokban
| Klub                 | Szezon           | Bajnokság        | Bajnokság | Bajnokság | Kupa  | Kupa  | Ligakupa | Ligakupa | Egyéb | Egyéb | Összes | Összes |
| Klub                 | Szezon           | Liga             | Mérk.     | Gólok     | Mérk. | Gólok | Mérk.    | Gólok    | Mérk. | Gólok | Mérk.  | Gólok  |
| -------------------- | ---------------- | ---------------- | --------- | --------- | ----- | ----- | -------- | -------- | ----- | ----- | ------ | ------ |
| Albacete             | 2002–03          | Segunda División | 38        | 1         | 1     | 0     | —        | —        | —     | —     | 39     | 1      |
| Albacete             | 2003–04          | La Liga          | 37        | 1         | 0     | 0     | —        | —        | —     | —     | 37     | 1      |
| Albacete             | Összesen         | Összesen         | 75        | 2         | 1     | 0     | —        | —        | —     | —     | 76     | 2      |
| Atlético Madrid      | 2004–05          | La Liga          | 35        | 3         | 8     | 1     | —        | —        | 5     | 0     | 48     | 4      |
| Atlético Madrid      | 2005–06          | La Liga          | 35        | 2         | 3     | 0     | —        | —        | —     | —     | 38     | 2      |
| Atlético Madrid      | 2006–07          | La Liga          | 24        | 2         | 2     | 0     | —        | —        | —     | —     | 26     | 2      |
| Atlético Madrid      | 2007–08          | La Liga          | 34        | 1         | 3     | 0     | —        | —        | 9     | 0     | 46     | 1      |
| Atlético Madrid      | 2008–09          | La Liga          | 21        | 1         | 3     | 0     | —        | —        | 4     | 0     | 28     | 1      |
| Atlético Madrid      | 2009–10          | La Liga          | 7         | 0         | 2     | 0     | —        | —        | 3     | 0     | 12     | 0      |
| Atlético Madrid      | Összesen         | Összesen         | 156       | 9         | 21    | 1     | —        | —        | 21    | 0     | 198    | 10     |
| West Bromwich Albion | 2010–11          | Premier League   | 10        | 1         | 0     | 0     | 4        | 1        | —     | —     | 14     | 2      |
| West Bromwich Albion | 2011–12          | Premier League   | 0         | 0         | 0     | 0     | 0        | 0        | —     | —     | 0      | 0      |
| West Bromwich Albion | Összesen         | Összesen         | 10        | 1         | 0     | 0     | 4        | 1        | —     | —     | 14     | 2      |
| Birmingham City      | 2011–12          | Championship     | 13        | 0         | 2     | 0     | 1        | 0        | 7     | 0     | 23     | 0      |
| Birmingham City      | 2012–13          | Championship     | 6         | 0         | 0     | 0     | 1        | 0        | —     | —     | 7      | 0      |
| Birmingham City      | Összesen         | Összesen         | 19        | 0         | 2     | 0     | 2        | 0        | 7     | 0     | 30     | 0      |
| Karrier összesen     | Karrier összesen | Karrier összesen | 260       | 12        | 24    | 1     | 6        | 1        | 28    | 0     | 318    | 14     |

Jegyzetek
1. ↑  Mérkőzése(i) az Intertotó-kupában
2. ↑  Mérkőzése(i) az Intertotó-kupában: (egy mérkőzés) és az UEFA-kupában (nyolc mérkőzés)
3. 1 2  Mérkőzése(i) a Bajnokok Ligájában
4. ↑  Mérkőzése(i) az Európa Ligában: (öt mérkőzés) és a Championship rájátszásban (két mérkőzés)

### A válogatottban
| Spanyolország | Spanyolország | Spanyolország |
| Év            | Mérk.         | Gólok         |
| ------------- | ------------- | ------------- |
| 2004          | 1             | 0             |
| 2005          | 6             | 0             |
| 2006          | 11            | 0             |
| 2007          | 4             | 0             |
| 2008          | 1             | 0             |
| Összesen      | 23            | 0             |

## Sikerei, díjai
Albacete
- Segunda División bronzérmes: 2002–03

 Atlético Madrid
- Spanyol Kupa ezüstérmes: 2009–10

## Fordítás
- Ez a szócikk részben vagy egészben  a   Pablo Ibáñez című angol Wikipédia-szócikk fordításán alapul.  Az eredeti cikk szerkesztőit annak laptörténete sorolja fel. Ez a jelzés csupán a megfogalmazás eredetét és a szerzői jogokat jelzi, nem szolgál a cikkben szereplő információk forrásmegjelöléseként.